# Wild Ones (videojuego)
Wild Ones fue un videojuego publicado por Playdom. Fue lanzado el 18 de diciembre de 2009 y cerrado el 28 de agosto de 2013, convirtiéndose en uno de los juegos más populares de Playdom.

## Jugabilidad
Wild Ones fue un juego de disparos arcade y de acción multijugador. Estaba disponible en Facebook, Google+ y desde 2010, en MySpace. Originalmente, era un juego LMS. Sin embargo, esto se cambió más tarde.

## Historia
Wild Ones fue lanzado el 18 de diciembre de 2009 por Playdom. Durante este período, contó con alrededor de 300.000 usuarios activos mensuales. Este número aumentó a 2,000,000 en 2010. El juego estuvo inspirado en Worms. También tenía cierta similitud con el juego Crazy Planets. Logró convertirse en uno de los tres juegos más populares de Playdom. Cerró el 28 de agosto de 2013.
Años más tarde, Facebook admitió haber engañado a niños y adultos para que gasten dinero en juegos free to play, incluidos Wild Ones.

## Recepción
Common Sense Media le dio al juego 5/5 estrellas y lo recomendó para personas mayores de 13 años.

## Consecuencias
Hubo varios proyectos para revivir el juego. El más popular es Wild Ones Remake. Fue lanzado en 2016 por Evolved Digitals, un grupo formado por tres desarrolladores georgianos y tunecinos. Hasta 2,000,000 de personas han jugado sus tres juegos principales, incluido Wild Ones Remake. Otro es Wild Ones Ultimate .